# Dalbergioïdes
 (mars 2025).
Clade
Synonymes
- Dalbergioids (anglais)

Les Dalbergioïdes sont un clade informel de plantes à fleurs de la famille des Fabaceae, de la sous-famille Faboideae (ou Papilionoideae) et du clade des Meso-Papilionoideae. Les espèces ont une répartition pantropicale. Elles sont en particulier trouvées en Amérique et en Afrique.

## Liste des tribus et sous-taxons
- Amorpheae
  - clade des Amorphoïdes
  - clade des Daléoïdes
- Dalbergieae
  - clade des Adesmia
  - clade des Dalbergia
  - clade des Pterocarpus